# Brittiska Formel Renault 2003
Brittiska Formel Renault 2003 var ett race som vanns av Lewis Hamilton före Alex Lloyd. Hamilton fortsatte sedan till F3 Euroseries, mot formel 1, medan Lloyd hamnade till slut i Indy Lights ett par år senare.

## Delsegare
| Bana           | Vinnare        | Vinnare        |
| -------------- | -------------- | -------------- |
| Snetterton     | Mike Conway    | Alex Lloyd     |
| Brands Hatch   | Tom Sisley     | -              |
| Thruxton       | James Rossiter | -              |
| Silverstone    | Lewis Hamilton | -              |
| Rockingham     | Lewis Hamilton | -              |
| Croft          | Lewis Hamilton | Lewis Hamilton |
| Donington Park | Tom Sisley     | Lewis Hamilton |
| Snetterton     | Lewis Hamilton | -              |
| Brands Hatch   | Lewis Hamilton | Lewis Hamilton |
| Donington Park | Lewis Hamilton | Lewis Hamilton |
| Oulton Park    | Paul di Resta  | Alex Lloyd     |

## Slutställning
| Plats | Förare             | Poäng |
| ----- | ------------------ | ----- |
| 1     | Lewis Hamilton     | 419   |
| 2     | Alex Lloyd         | 371   |
| 3     | James Rossiter     | 347   |
| 4     | Mike Conway        | 312   |
| 5     | Tom Sisley         | 288   |
| 6     | Stefan Söderberg   | 255   |
| 7     | Paul di Resta      | 233   |
| 8     | Mike Spencer       | 221   |
| 9     | Susie Stoddart     | 215   |
| 10    | Alex Storckenfeldt | 187   |